# Apollonaster
Apollonaster is een geslacht van zeesterren uit de familie Goniasteridae.				

## Soorten
- Apollonaster kelleyi Mah, 2015
- Apollonaster yucatanensis Halpern, 1970